# Psychotria capizensis
Psychotria capizensis är en måreväxtart som beskrevs av Elmer Drew Merrill. Psychotria capizensis ingår i släktet Psychotria och familjen måreväxter. Inga underarter finns listade i Catalogue of Life.